# 纳扎雷
纳扎雷是巴西巴伊亚州的一个市镇。总面积256.352平方公里，总人口26011人，人口密度101.5人/平方公里。